# Tau8 Serpentis
Título a ser usado para criar uma ligação interna é Tau8 Serpentis.
Tau8 Serpentis (26 Serpentis) é uma estrela na direção da constelação de Serpens. Possui uma ascensão reta de 15h 44m 42.15s e uma declinação de +17° 15′ 51.2″. Sua magnitude aparente é igual a 6.15. Considerando sua distância de 321 anos-luz em relação à Terra, sua magnitude absoluta é igual a 1.18. Pertence à classe espectral A0V.